# Trichobalya
Trichobalya là một chi bọ cánh cứng trong họ Chrysomelidae.
Chi này được miêu tả khoa học năm 1924 bởi Weise.

## Các loài
Các loài trong chi này gồm:
- Trichobalya apicalis Kimoto, 1982
- Trichobalya bowringii (Baly, 1890)
- Trichobalya golaris Laboissiere, 1936
- Trichobalya mouhoti Baly, 1890
- Trichobalya tiomanensis Mohamedsaid, 1999